# Enkeltbekkasin
Må ikke forveksles med dobbeltbekkasin, der hedder »enkeltbekkasin« på norsk og »enkelbeckasin« på svensk.
Enkeltbekkasin (Lymnocryptes minimus) er en vadefugl, der i Danmark er en temmelig almindelig trækgæst fra Fennoskandinavien. Den overvintrer i Vest- og Sydeuropa.
Enkeltbekkasinen er den mindste af bekkasinerne, på størrelse med en ryle, og den eneste art i slægten Lymnocryptes, der betyder 'lever skjult i moser' (af oldgræsk limne 'mose' og kryptos 'skjult')

.
Enkeltbekkasinen er kendt for at 'trykke hårdt', dvs at den først flyver op, når man er meget tæt på den. Til forskel fra dobbeltbekkasinen er den tavs idet den flyver op.